# Lilla Björkesjön
Lilla Björkesjön är en sjö i Hylte kommun i Halland och ingår i Nissans huvudavrinningsområde.